# Rosie the Riveter/World War II Home Front National Historical Park
Le Rosie the Riveter/World War II Home Front National Historical Park est un parc historique national américain à Richmond, en Californie. Il a été créé le 25 octobre 2000 pour commémorer l'effort de guerre intérieur des États-Unis durant la Seconde Guerre mondiale. Inscrit au Registre national des lieux historiques le 31 janvier 2001, le site est géré par le National Park Service.
Son nom fait référence à Rosie la riveteuse.